# Груишор (Муреш)
Груишор (рум. Gruișor) насеље је у Румунији у округу Муреш у општини Акацари. Oпштина се налази на надморској висини од 331 m.

## Становништво
Према подацима из 2002. године у насељу је живело 346 становника.

### Попис2002.
| Расподела становништва по националности 2002.‍ | Расподела становништва по националности 2002.‍ | Расподела становништва по националности 2002.‍ | Расподела становништва по националности 2002.‍ | Расподела становништва по националности 2002.‍ |
| --------------------------------------------- | --------------------------------------------- | --------------------------------------------- | --------------------------------------------- | --------------------------------------------- |
|                                               |                                               |                                               |                                               |                                               |
| Румуни                                        | Румуни                                        |                                               | 15                                            | 4,3%                                          |
| Мађари                                        | Мађари                                        |                                               | 305                                           | 88,2%                                         |
| Роми                                          | Роми                                          |                                               | 26                                            | 7,5%                                          |